# Bleeding Through
Bleeding Through – metalcore'owy zespół ze Stanów Zjednoczonych. Grupa powstała w 1998 roku w Orange County, Kalifornia. W 2014 roku z dorobkiem siedmiu albumów studyjnych zespół został rozwiązany.

## Historia
Formacja Bleeding Through została założona latem 1998 roku przez Brandana Schieppati i Javiera Van Huss z Eighteen Visions oraz Scotta Danough. Zespół rozpoczął działalność jako Breakneck.
Latem 1999 roku Bleeding Through zagrali swój pierwszy koncert (wraz z Eighteen Visions i Disembodied w Showcase Theater w Corona, Kalifornia).
W 2000 roku formacja Bleeding Through nagrała swoje pierwsze demo.
17 kwietnia 2001 dzięki współpracy z wytwórnią Prime Directive Records kapela wydała swój pierwszy album – Dust To Ashes. Przy nagrywaniu materiału zespołowi towarzyszyła na klawiszach Molly Street, która później stała się członkiem zespołu. Potem Bleeding Through ruszyli w trasę po USA (wraz z Eighteen Visions i Throwdown).
30 kwietnia 2002 roku zespół wydał drugi album zatytułowany Portrait of the Goddess. Krążek wydała wytwórnia Indecision Records.
Na początku 2003 roku zespół trafił do wytwórni Trustkill Records, z którą 23 września wydał album This Is Love, This Is Murderous. Na krążku znajduje się wiele kawałków z przewagą metalu nad hardcorem, co przypadło do gustu nowym fanom zespołu.
28 kwietnia 2005 roku formacja wydała jeszcze raz album This Is Love, This Is Murderous, za pośrednictwem Trustkill Records i Roadrunner Records.
10 stycznia 2006 roku kapela wydała swój czwarty album The Truth. Został on wydany przez Trustkill Records i Roadrunner Records. Płyta zajęła 48. miejsce na liście Billboardu.

## Muzycy
| Ostatni skład zespołu - Brandan Schieppati – śpiew (1999–2014) - Scott Danough – gitara (1999–2007, 2013–2014) - Brian Leppke – gitara (2001–2014) - Derek Youngsma – perkusja (2001–2014) - Ryan Wombacher – gitara basowa, śpiew (2002–2014) - Marta Peterson – keyboard (2003–2014) - Dave Nassie – gitara (2009–2014) |  | Byli członkowie zespołu - Javier Van Huss – gitara (1999) - Marc Jackson – gitara basowa (1999–2000) - Chad Tafolla – gitara (1999–2001), gitara basowa (1999) - Troy Born – perkusja (1999–2001) - Vijay Kumar – gitara basowa (2000–2001) - Molly Street – keyboard (2000–2003) - Jona Weinhofen – gitara, śpiew (2007–2009, 2014) |  | Muzycy koncertowi - Mick Morris – gitara basowa (2001–2002) - Rocky Gray – perkusja (2008) - Dave Peters – gitara (2008) - Patrick Judge – gitara (2009, 2013) - Manny Contreras – gitara (2010, 2013–2014) - Mick Kenney – gitara (2010) - Mark Garza – perkusja (2010) |

## Dyskografia
Albumy studyjne
| Dust To Ashes                   | - Data: 17 kwietnia 2001 - Wydawca: Prime Directive Records | —   | —  | —  | —  |                  |
| Portrait of the Goddess         | - Data: 30 kwietnia 2002 - Wydawca: Indecision Records      | —   | —  | —  | —  |                  |
| This Is Love, This Is Murderous | - Data: 23 września 2003 - Wydawca: Trustkill Records       | —   | 43 | —  | —  | - USA: 150 tys.+ |
| The Truth                       | - Data: 10 stycznia 2006 - Wydawca: Trustkill Records       | 48  | 1  | —  | —  | - USA: 17 tys.+  |
| Declaration                     | - Data: 29 września 2008 - Wydawca: Trustkill Records       | 104 | 16 | —  | 19 | - USA: 6 tys.+   |
| Bleeding Through                | - Data: 13 kwietnia 2010 - Wydawca: Rise Records            | 143 | 21 | 46 | 14 | - USA: 3,6 tys.+ |
| The Great Fire                  | - Data: 30 stycznia 2012 - Wydawca: Rise Records            | 193 | 23 | —  | —  | - USA: 3 tys.+   |
| "—" album nie był notowany.     |                                                             |     |    |    |    |                  |

Albumy wideo
| Tytuł                           | Dane dot. albumu                                      |
| ------------------------------- | ----------------------------------------------------- |
| This Is Live, This Is Murderous | - Data: 15 czerwca 2004 - Wydawca: Kung Fu Records    |
| Wolves Among Sheep              | - Data: 1 listopada 2005 - Wydawca: Trustkill Records |